# Carotenoidă

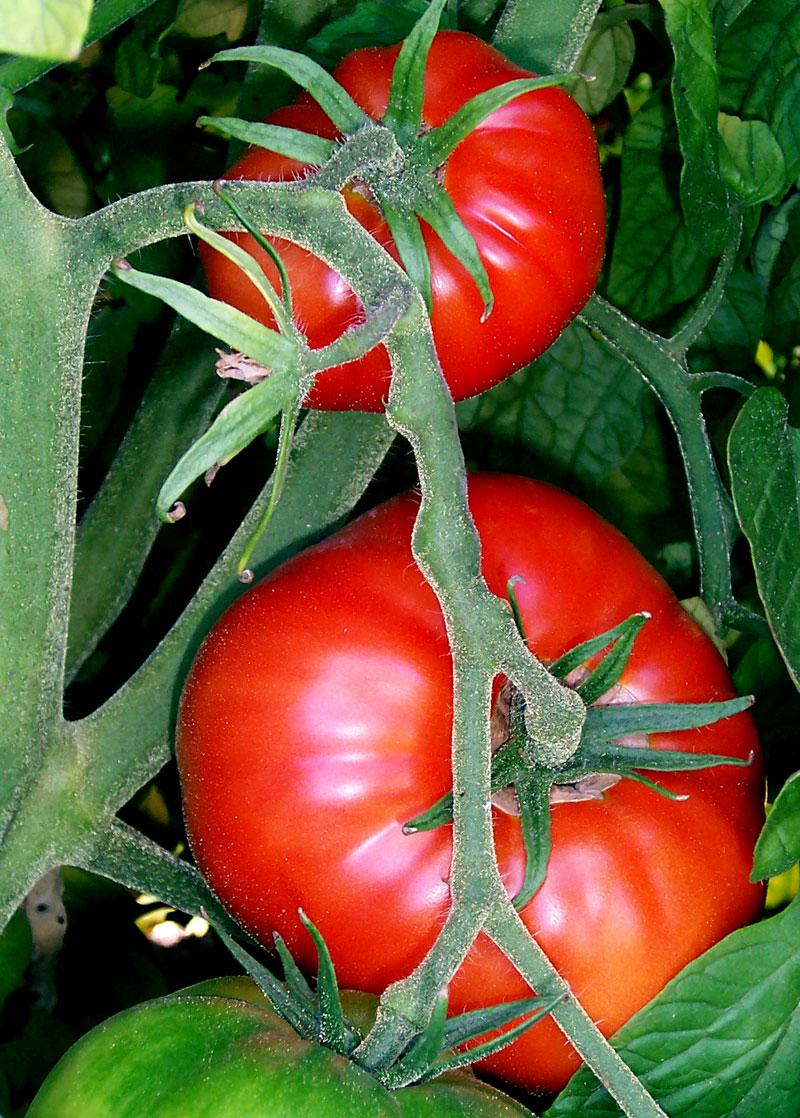
Epiderma roşiei este o sursă bogată de carotenoide

Carotenoida este un pigment prezent în produsele vegetale portocalii-roșii. Este un fitonutrient liposolubil, folosit inițial pe post de colorant. Există aprox. 600 de carotenoide (pigmenți naturali).
Carotenoide esențiale: 
- beta-carotenul (vezi și Carotenul)
- alfa-carotenul
- luteina
- zeaxantina
- licopenul

Carotenoidele au rol de antioxidanți, acționând contra radicalilor liberi (acționează contra îmbătrânirii premature și contra apariției petelor pe piele).
Carotenoidele facilitează comunicarea celulară. Ele se transformă în Vitamina A când este necesar (mai ales beta-carotenul).
Necesarul zilnic estimativ este de 2-4mg. Se recomandă să nu se depășească 20 mg de beta-caroten pe zi pe perioade prelungite.